# Marian Roalfe Cox
Marian Roalfe Cox (née le 30 août 1860 à Londres, morte en 1916) est une folkloriste anglaise, connue pour son rôle de pionnière dans les études sur la structure du conte de Cendrillon (en anglais : Cinderella).

## Biographie

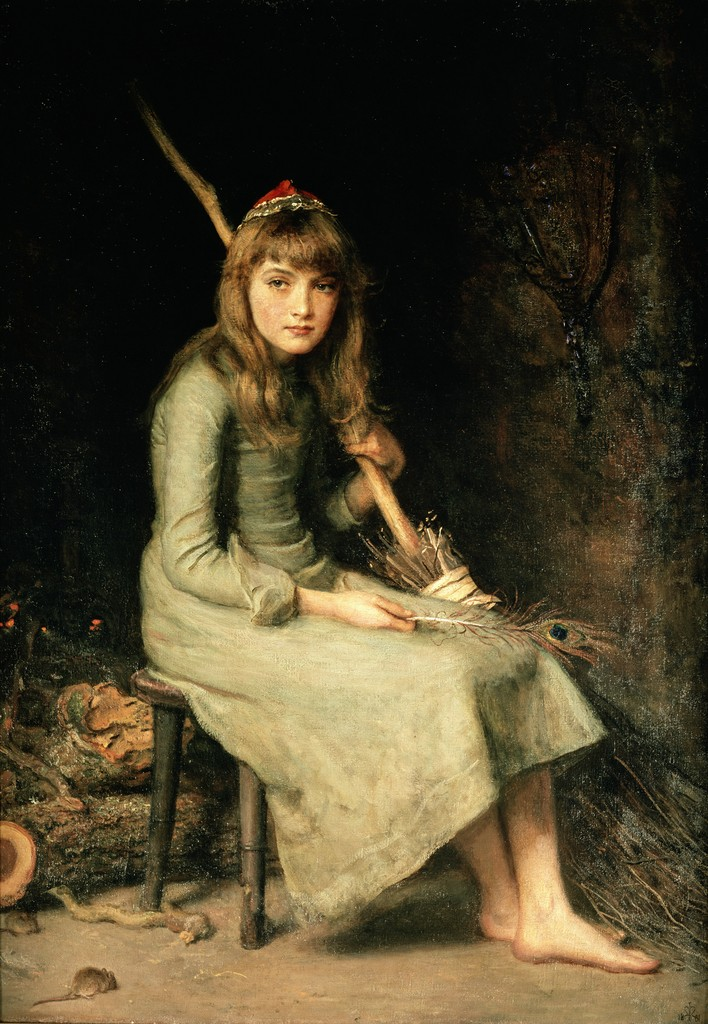
Cinderella (Cendrillon), par John Everett Millais (1881)

Née en 1860 à Londres, Marian Emily Roalfe Cox était une personnalité plutôt solitaire, modeste et travailleuse, sous l'emprise de sa mère, digne représentante de la société victorienne. De santé fragile, elle a reçu une éducation à domicile. Elle parlait le grec moderne, était capable de lire les classiques en version originale et était familiarisée avec plusieurs langues européennes. Elle s'intéressait aussi à la littérature, à la musique et aux sciences, même si elle a consacré la plus grande partie de son temps à ses parents, qui s'occupaient d'elle en retour.
Elle adhère à la Folk-Lore Society en 1888 et cherche immédiatement à s'y impliquer concrètement. Elle se lance dans des travaux importants de catalogage de contes populaires, accompagnés d'informations bibliographiques, et dont les premiers sont publiés dès 1889 dans le Folk-Lore Journal.
Son œuvre majeure, pour laquelle elle a bénéficié du soutien de la Folk-Lore Society et de l'assistance de spécialistes de divers pays, s'intitule Cinderella: Three Hundred and Forty-Five Variants of Cinderella, Catskin and Cap O' Rushes, Abstracted and Tabulated with a Discussion of Medieval Analogues and Notes (« 345 variantes de Cendrillon, Catskin et Cap O'Rushes, résumées et cataloguées, avec une discussion sur les analogies médiévales et des notes »). Elle a été publiée en 1893 par David Nutt, précédée d'une introduction d'Andrew Lang, . L'ouvrage présente entre autres l'originalité de fournir une seconde bibliographie recensant les ouvrages que l'auteure a consultés sans y trouver de matériau utile pour son sujet, afin d'épargner des recherches inutiles à ses successeurs.
Ce travail considérable, qu'elle a complété par la suite (Cinderella, in Folk-Lore 18, 1907) a souffert d'un certain oubli au cours des décennies suivantes. C'est en 1951 qu'une nouvelle étude sur ce thème, due à la Suédoise Anna Birgitta Rooth (sv), The Cinderella Cycle, qui présente plus de deux fois plus de variantes que celle de Cox, l'a en partie supplantée. Anna Rooth rend hommage à sa devancière dans son Introduction ; d'autres folkloristes, comme Alan Dundes, ont salué son œuvre par ailleurs.
Marian Cox a également rédigé une Introduction au Folk-Lore (1895).